# Han Hou-sao kínai császár
Han Hou-sao (Han Houshao) császár a Han-dinasztia 4. császára, aki kiskorú volt, amikor elhunyt fivérét követően a trónra került. Helyette a valódi hatalmat az özvegy császárné, Lü Hou (呂后; i. e. 241 – i. e. 180) gyakorolta régensként.

## Származása és uralkodása
A rövid életű császár életrajza homályos, pontos születési dátuma sem ismert. Liu Hung (Hong) (劉弘) feltehetően Huj-ti (Hujdi) császár második fia lehetett, aki azonban fivéréhez, Liu Kung (Kong)hoz hasonlóan szintén az egyik ágyastól született. A trónöröklés biztosítása érdekében a császár fő felesége, Csang Jen (Zhang Yan) császárné hivatalosan örökbe fogadta. Huj-ti (Hujdi) császár i. e. 188-ban bekövetkezett halálakor, fivére került a trónra, de valódi hatalmat nagyanyja, az özvegy császárné Lü Hou gyakorolta régensként. Lü Hou úgy kaparintotta meg a régensi pozíciót, hogy a trónörökös anyját, Csang Jen (Zhang Yan)t a halálba kergette. Amikor i. e. 184-ben az özvegy császárné félreállíttatta fivérét, aki nem sokkal később elhunyt, a fiatalkorú Liu Hung (Hong) lépett a trónra, de a hatalmat továbbra is a nagyanyja gyakorolta régensként. I. e. 180-ban azonban az özvegy császárné meghalt. Családja, a Lü klán nem szerette volna, ha a fiatal császár marad a trónon és puccsot szerveztek ellene, majd valamikor az év végén kivégezték. A rendet végül a dinasztia alapító Kao-cu (Gaozu) három még életben maradt fia állította helyre, és kiirtották a teljes Lü klánt. Ezt követően pedig Ven-ti (Wendi) néven egyik fivérüket, Liu Henget (劉恆) ültették a trónra.